# Antidesma eberhardtii
Antidesma eberhardtii är en emblikaväxtart som beskrevs av François Gagnepain. Antidesma eberhardtii ingår i släktet Antidesma och familjen emblikaväxter. Inga underarter finns listade i Catalogue of Life.